# ГИРД-X
ГИРД-Х — первая советская жидкостная ракета. Создана МосГИРД под руководством С. П. Королёва. Исходные проработки проекта выполнены Ф. А. Цандером. Пуск осуществлен 25 ноября 1933 года с двигателем 10. Стартовая масса ракеты 29,5 кг, масса топлива 8,3 кг, длина 2,2 м, подача топлива — вытеснительная. При пуске ракета взлетела вертикально на высоту 75—80 м, затем, вследствие разрушения крепления двигателя и трубки горючего, круто отклонилась от вертикали и упала на расстоянии около 150 м от места старта.

Конструкция ГИРД-Х получила развитие в более совершенных советских ракетах, созданных в 1935—1937 годах.
- Демонстрационный двигатель
- ГИРД-Х (разрез)
- ГИРД-09 и ГИРД-X в музее
- ГИРД-09 и ГИРД-X